# МР-3008
МР-3008 — німецька копія англійського пістолета-кулемета Sten. Він був виготовлений в кінці Другої світової війни, коли Третій Рейх вже зазнавав поразки на всіх фронтах. Німці намагалися зробити дешевшу заміну своєму MP-40. Від Sten МР-3008 відрізнявся вертикально розташованим магазином. Використовувався коробчатий дворядний магазин від пістолета-кулемета MP-40.
Виробництво пістолета-кулемета було налагоджене на початку 1945 року в Тюрингії, Рейнланді, Вюртемберзі. Крім великих фірм вироблявся безліччю дрібних збройових і машинобудівних компаній. Пістолет-кулемет вироблявся у великому розмаїтті форм: з дерев'яним прикладом і з металевим, з пістолетними руків'ями різних форм і без них, з перевідником вогню або без нього, і з різним оформленням ствола. До травня 1945 випущено до 50 тисяч одиниць зброї.